# Kommissar für Wirtschaft und Währung
Der Kommissar für Wirtschaft und Währung ist ein Mitglied der Europäischen Kommission. Er ist für die Koordination der Wirtschaftspolitiken der Mitgliedstaaten, etwa Konjunkturprogramme, verantwortlich und nimmt daher eine Schlüsselrolle in der Kommission ein. Die Funktion des Wirtschaftskommissars existiert seit Gründung der Europäischen Wirtschaftsgemeinschaft 1958. Seit Beginn der Bestrebungen nach einer Europäischen Währungsunion Anfang der 1970er Jahre fällt auch diese in die Zuständigkeit des Ressorts. Teilweise war auch das Ressort Finanzplanung und Haushalt mit dem Wirtschaftsressort verbunden.

## Bisherige Amtsinhaber
| Kommissar               | Amtszeit  | Staat       | nationale Partei | europäische Partei / politische Richtung | sonstige Zuständigkeiten                                 |
| ----------------------- | --------- | ----------- | ---------------- | ---------------------------------------- | -------------------------------------------------------- |
| Valdis Dombrovskis      | seit 2024 | Lettland    | V                | EVP                                      | Umsetzung und Vereinfachung                              |
| Paolo Gentiloni         | 2019–2024 | Italien     | PD               | SPE                                      | Steuern und Zollunion                                    |
| Pierre Moscovici        | 2014–2019 | Frankreich  | PS               | SPE                                      | Steuern und Zollunion                                    |
| Jyrki Katainen          | 2014      | Finnland    | Kokoomus         | EVP                                      | Vizepräsident                                            |
| Olli Rehn               | 2010–2014 | Finnland    | Keskusta         | ELDR                                     | Vizepräsident                                            |
| Joaquín Almunia         | 2004–2010 | Spanien     | PSOE             | SPE                                      |                                                          |
| Pedro Solbes            | 1999–2004 | Spanien     | PSOE             | SPE                                      |                                                          |
| Yves-Thibault de Silguy | 1995–1999 | Frankreich  | UDF nahestehend  | liberal-konservativ                      | Finanzen, Eurostat                                       |
| Henning Christophersen  | 1989–1995 | Dänemark    | Venstre          | ELDR                                     | Vizepräsident, Koordination der Strukturfonds (bis 1993) |
| Peter Schmidhuber       | 1987–1989 | Deutschland | CSU              | EVP                                      |                                                          |
| Alois Pfeiffer          | 1985–1987 | Deutschland | SPD              | SPE                                      | Beschäftigung (bis 1986)                                 |
| François-Xavier Ortoli  | 1977–1985 | Frankreich  | RPR              | EDU                                      | Vizepräsident                                            |
| Wilhelm Haferkamp       | 1973–1977 | Deutschland | SPD              | sozialdemokratisch                       | Vizepräsident, Finanzen                                  |
| Raymond Barre           | 1967–1973 | Frankreich  | RPF nahestehend  | liberal-gaullistisch                     | Vizepräsident, Finanzen (bis 1970)                       |
| Robert Marjolin         | 1958–1967 | Frankreich  | SFIO             | sozialdemokratisch                       | Vizepräsident, Finanzen                                  |